# Руй Сілва (футболіст, 1994)
Руй Тіаго Дантас да Сілва (порт. Rui Tiago Dantas da Silva; нар. 7 лютого 1994, Мая, Велике Порту) — португальський футболіст, воротар іспанського клубу «Реал Бетіс».

## Клубна кар'єра
Сілва — вихованець клубів «Мая» і «Насіунал». 26 січня 2014 року в матчі Кубка Португалії проти «Лейшойша» він дебютував за основний склад. 11 травня в матчі проти «Жил Вісенте» він дебютував у португальській Прімейрі. На початку 2017 року Сілва перейшов до іспанської «Гранади». 6 вересня в матчі Кубка Іспанії проти «Сарагоси» Руй дебютував за основний склад. 2 грудня в матчі проти «Райо Вальєкано» він дебютував в іспанській Сегунді. 2019 року Руй допоміг клубу вийти до еліти. 17 серпня в матчі проти «Вільярреала» він дебютував в Ла-Лізі. 

## Міжнародна кар'єра
2013 року Сілва в складі збірної Португалії до 19 років взяв участь у юнацькому чемпіонаті Європи у Литві. На турнірі він був запасним і на поле не вийшов.

## Статистика виступів за клуб
Станом на 19 липня 2020
| Клуб               | Сезон              | Ліга | Ліга | Кубок1 | Кубок1 | Європа | Європа | Інші | Інші | Загалом | Загалом |
| Клуб               | Сезон              | Ігри | Голи | Ігри   | Голи   | Ігри   | Голи   | Ігри | Голи | Ігри    | Голи    |
| ------------------ | ------------------ | ---- | ---- | ------ | ------ | ------ | ------ | ---- | ---- | ------- | ------- |
| Насіунал           | 2013–2014          | 1    | 0    | 1      | 0      | 0      | 0      | 0    | 0    | 2       | 0       |
| Насіунал           | 2014–2015          | 9    | 0    | 2      | 0      | 0      | 0      | 0    | 0    | 11      | 0       |
| Насіунал           | 2015–2016          | 22   | 0    | 1      | 0      | 0      | 0      | 0    | 0    | 23      | 0       |
| Насіунал           | 2016–2017          | 18   | 0    | 1      | 0      | 0      | 0      | 0    | 0    | 19      | 0       |
| Насіунал           | Загалом            | 50   | 0    | 5      | 0      | 0      | 0      | 0    | 0    | 55      | 0       |
| Гранада            | 2016–2017          | 0    | 0    | 0      | 0      | 0      | 0      | 0    | 0    | 0       | 0       |
| Гранада            | 2017–2018          | 4    | 0    | 1      | 0      | 0      | 0      | 0    | 0    | 5       | 0       |
| Гранада            | 2018–2019          | 40   | 0    | 0      | 0      | 0      | 0      | 0    | 0    | 40      | 0       |
| Гранада            | 2019–2020          | 35   | 0    | 2      | 0      | 0      | 0      | 0    | 0    | 37      | 0       |
| Гранада            | 2020–2021          | 0    | 0    | 0      | 0      | 0      | 0      | 0    | 0    | 0       | 0       |
| Гранада            | Загалом            | 79   | 0    | 3      | 0      | 0      | 0      | 0    | 0    | 82      | 0       |
| Загалом за кар'єру | Загалом за кар'єру | 129  | 0    | 8      | 0      | 0      | 0      | 0    | 0    | 137     | 0       |

1Враховуючи Кубок Португалії з футболу і Кубок португальської ліги з футболу

## Титули і досягнення
- Володар Кубка Іспанії (1):

«Реал Бетіс»: 2022
- Чемпіон Португалії (1):

«Спортінг»: 2025
- Володар Кубка Португалії (1):

«Спортінг»: 2025
- Переможець Ліги націй УЄФА: 2024-25